# Кривов (хутор)
Кривов — хутор в Обливском районе Ростовской области.
Входит в состав Нестеркинского сельского поселения.

## География
Через хутор протекает река Берёзовая.

### Улицы
- ул. Березовая,
- ул. Забалочная,
- ул. Западная,
- ул. Новая,
- ул. Северная,
- ул. Центральная.

## Население
| 2010 |
| ---- |
| 484  |